# Браян Гарфілд
Браян Гарфілд (англ. Brian Francis Wynne Garfield) — американський письменник детективного жанру і сценарист. Лауреат премії Едгара По у 1976 році в номінації «Найкращий роман» за «Дитяча гра в класики» (Hopscotch). Він найбільше відомий за романом «Жага смерті» 1972 року (Death Wish), який був адаптований для однойменного фільму 1974 року з Чарлзом Бронсоном у головній ролі, за яким слідували чотири продовження та ремейк 2018 року. Він також став фіналістом Пулітцерівської премії 1970 року за історичний роман «Війна тисячі миль: Друга світова війна на Алясці та Алеутських островах» (The Thousand-Mile War: World War II in Alaska and the Aleutians), першу повномасштабну історію єдиної кампанії Другої світової війни, яка йшла на північноамериканській землі.

## Біографія

### Молоді роки
Гарфілд народився в Нью-Йорку, син Френсіс О'Браєн, художниці-портретистки, та Джорджа Гарфілда. Він був племінником танцюриста та керівника сцени Честера О'Браєна. Виріс в Аризоні, здобув ступінь магістра в університеті Аризони і жив у різних куточках Європи та Америки. Гарфілд написав свою першу книгу, вестерн, що мав назву «Діапазон справедливості» (Range Justice), коли йому було 18 років. Пізніше Гарфілд про це сказав: «Мій вчитель англійської мови середньої школи, Дон Еверітт… спонукав мене писати історії замість шкільної тематики. Тоді я став писати короткі оповідання та надсилати їх до целюлозних журналів.»
У 1950-х роках Гарфілд виступав як музикант разом із «The Palisades», джаз-рок-блюз-групою, яка увійшла в топ-40 хітів із композицією «I Can't Quit». У результаті група з'явилася на «American Bandstand» та інші музикальних програмах.

### Пік творчості
Він в інтерв'ю промовив: «І тоді з'явилися низка романів, заснованих на реальних людях і подіях, або на підставі тверджень реальних людей, і в тих випадках мені подобалося додавати елементи, щоб зробити розповіді більш захоплюючими або подати нові погляди на героїв». У 1972 році він написав найвідоміший свій роман «Жага смерті». У ньому розповідається, як нью-йоркський службовець, в якого бандити вбили дружину, тяжко поранили і зґвалтували дочку, мстить негідникам і зрештою всіх їх вбиває. Гарфілд написав продовження «Жага смерті» роман «Смертний вирок» (Death Sentence), яке було опубліковано в 1975 році, назвавши це «покаянням» за успіх каси першого фільму «Жага смерті». Цей роман був адаптований до фільму в 2007 році, в якому знявся Кевін Бейкон. Гарфілд далі жалівся, що його сценарій до фільму не був повністю використаний, через що фільм не відповідав задуму його роману.
У 1979 році він написав «Паладін», історичний роман нібито заснований на справжній історії про молодого хлопчика Крістофера Крейтона, який познайомився з Вінстоном Черчиллем у середині 1930-х, а потім продовжував брати активну роль у ряді операцій Другої світової війни.
Гарфілд помер у Пасадені, штат Каліфорнія, у грудні 2018 року у віці 79 років після тривалої боротьби з хворобою Паркінсона.

## Доробок
Гарфілд був автором понад 70 книг, яких продано понад 20 мільйонів примірників по всьому світу, а 19 його творів були відтворені у фільмах чи телешоу. Один з них «Фабуліст», заснований на біографічному творі Гарфілда «Таємниця Майнерцагена» (The Meinertzhagen Mystery), де став одним з його продюсерів. Про героїчного Річарда Майнерцагена (британський герой війни, шпигун, природознавець, дослідник) написано кілька біографій, і він фігурував як історичний персонаж у багатьох історіях, різних фільмах та телевізійних шоу. Біографія Майнерцагена, подвиги якого, як виявив Гарфілд і описав, була містифікацією навіть незважаючи на те, що Річард Майнерцаген обдурив багатьох високопоставлених своїх друзів, як Вінстон Черчилль, Лоуренс Аравійський та Ян Флемінг. Гарфілд в інтерв'ю сказав: 
|  | Легенда Майнерцагена багато в чому була заснована на його власних згадках і тисячах сторінок його щоденників, деякі з яких він опублікував — це будування подвигів, героїки та наукових „знахідок“. Деякі з них були правдивими, проте більшість — хибними. Майнерцаген був напрочуд переконливим шахраєм. Він був напрочуд переконливим шахраєм… Мить підозри багато років тому, привела мене до пошуків, які тривали безглуздо довгий час і забезпечили велику масу документації, і результат показує, як навіть шановні лідери та вправні історики можуть бути обмануті. |

Фільм про справжні пригоди молодого Теодора Рузвельта, який був власником ранчо у штаті Північна Дакота, заснований на історичному романі Гарфілда «Явна доля» (MANIFEST DESTINY). Його сценарій став лауреатом премії Еммі.
Серед інших його фільмів — по роману «Дикі часи» (фіналіст Американської книжкової премії) телевізійний міні-серіал з Семом Елліоттом, Беном Джонсоном та Деннісом Гоппером), «Відновлення», «Невгамовний», «Золото Колчака», «Необхідність», «Лінія спадкоємства», «Страх у жмені пилу», «Останні жорстокі люди» (знятий у 1976 році з Джеймсом Кобурном, Чарлтоном Гестоном та Барбарою Герші) та культово-улюблений оригінальний фільм «Вітчим» (1987, з Террі О'Квінном у головній ролі).
Гарфілд стверджував, що працював майже у всіх оригінальних англо-американських популярних мистецтвах. Неминуче частою скаргою його видавців було те, що він та його роботи не можуть бути типовими. Він виправдовувався: «Якщо письменнику колись нудно, тільки небо допоможе читачеві».
Він обіймав посаду президента товариства письменників Заходу Америки та «Mystery Writers of America». Був єдиними письменником, якій обіймав ці дві посади.
Про свою творчість також казав: "Я продюсував або співпродюсував лише два кінофільми, які я певною мірою вважаю моїми — «Дитяча гра в класики» та «Вітчим». Всі інші фільми належать іншим людям. Вони можуть бути хорошими фільмами чи поганими фільмами, але вони насправді не " мої « фільми. …Я вважаю за краще писати книги, бо книга належить її письменнику. І ніхто не має права сказати мені, що в ній виправити».
Задум Гарфілда як письменника був дуже простий, про що він написав особисто: «Об'єкт гри: причаїти читача до краю — змусити його гортати сторінки, щоб дізнатися, що буде далі». Коли його спитали, які твори він вважає кращими, то він сказав: «будь що від Грехема Гріна, Джона Ле Карре та Майкла Доббса».

## Псевдоніми
- Bennett Garland (Беннетт Гарланд)
- Alex Hawk (Алекс Гоук)
- John Ives (Дон Івз)
- Drew Mallory (Дрю Меллорі)
- Frank O'Brian (Френк О'Брайан)
- Jonas Ward (Джонас Вард)
- Brian Wynne (Брайан Вінн)
- Frank Wynne (Френк Вінн)